# Karl Rieser
Karl Rieser (* 18. November 1902 in Birlenbach; † 18. Oktober 1957) war ein hessischer Politiker (CSVD, CDU) und Abgeordneter des Hessischen Landtags.
Karl Rieser studierte nach dem Besuch der Volksschule und des Gymnasiums an der Universität Frankfurt am Main. Nach dem Studium arbeitete er als staatlich geprüfter Lehrer in Kurzschrift, danach langjährig in kaufmännischen und industriellen Unternehmungen und ab 1936 als Handelslehrer. 1937 wurde er durch die Nationalsozialisten entlassen, 1938 im Angestelltenverhältnis wieder eingestellt. Auch in der Folge wurde er von den Nazis verfolgt und gemaßregelt. 1942 bis 1945 war er Kriegsteilnehmer. Seit 1946 wirkte er als Leiter der Handelslehranstalt Friedberg.
Vor 1933 war Karl Rieser im Christlich-Sozialen Volksdienst tätig. Nach dem Zweiten Weltkrieg schloss er sich der CDU an. Für seine Partei war er vom 1. Dezember 1946 bis zum 30. November 1950 Mitglied des Hessischen Landtags und 1949 Mitglied der 1.  Bundesversammlung.